# 운조 히로나
운조 히로나(일본어: 運上 弘菜, 1998년 8월 9일 ~ )는 일본의 여성 아이돌 그룹 전 HKT48 팀H의 멤버이다. 홋카이도 출신.